# Kondor Katalin
Kondor Katalin (Debrecen, 1946. október 27. –) magyar közgazdász, újságíró, rádióelnök.

## Élete
Szülei Kondor Lajos és Kuhár Erzsébet voltak. Szülővárosában végezte általános és középiskolai tanulmányait. 1971-ben Budapesten a Marx Károly Közgazdaság-tudományi Egyetem Kereskedelmi Karán diplomázott, majd egy évig nemzetközi szerződéskötő volt.

## Karrierje
Már egyetemi évei közben külsősként tevékenykedett a Magyar Rádióban. 1972-től a Rádió belső munkatársa, azóta megszakítás nélkül ott dolgozott. 1974–1975 között a Magyar Újságírók Országos Szövetsége újságíró iskolájában tanult. Éveken át A Hét című televíziós hetilap egyik jellegzetes arca volt.
Több évig az azóta már megszűnt Tömegkommunikációs Kutatóintézet igazgatójának tanácsadója volt. Műsorkészítési, tömegkommunikációs viselkedéselméletet és -gyakorlatot oktatott számos rádiós tanfolyamon és egyetemen.
1991-től a Kossuth Rádió adófőszerkesztője volt.
2001-ben a Magyar Rádió elnökévé választották, amely tisztséget 2005-ig, mandátuma lejártáig töltötte be. Megválasztásakor a Magyar Nemzetnek adott interjújában a legfőbb feladatának a három adó profiltisztítását nevezte, s a hallgatottsági mutatók számottevő javulását. 2003-ban nemzetközi újságírói elismerésként Európa-éremben részesült.

## Közszereplése
1974-1983 között „Vári” fedőnéven állambiztonsági hálózati személyként tartották nyilván. Mivel Magyarországon az átvilágítási törvény hatálya alá kizárólag a III/III-as ügyek esnek, az egyéb szolgálatot tevőknek nem kell elszámolniuk múltjukkal, ezért a Budapesti Rendőr Főkapítányság III/II-B alosztályon hálózati személyként nyilvántartott Kondor Katalint sem terhelte elszámoltatási kötelezettség. Az ügy megnyugtatóan eddig nem tisztázódott.
2005-ben előadást tartott a Szabadelvű Médiaműhely kongresszusán. A Százak Tanácsa tagja. 2010-ben újra a nyilvánosság elé lépett a Váralja Szövetség nagygyűlésén. Azóta rendezvények háziasszonyaként működik, és az Echo TV-n látható. A 2019-ben megalapított Lovas István Társaság elnöke.

## Könyv
- Színészek kötöttben; szöveg Kondor Katalin, fotó és grafika Bakos István; Ságvári, Bp., 1990
- Szerda reggel. Beszélgetések Orbán Viktor miniszterelnökkel. 1998. december 5–2000. december 27.; riporter Hollós János, Kondor Katalin, szerk. Patay László; Püski–MR–Dinasztia, Bp., 2001
- Szerda reggel. Beszélgetések Orbán Viktor miniszterelnökkel. 2001-2002; riporter Hollós János, Kondor Katalin; Püski–MR, Bp., 2002
- Névjegy. Válogatás Kondor Katalin műsorából; MR–Masszi–Püski, Bp., 2004 ISBN 9789639454507
- Lészen csillagfordulás. Kondor Katalinnal beszélget Fazekas Valéria; Kairosz, Bp., 2005 (Magyarnak lenni)
- Borókai Gábor–Kondor Katalin–Sajgó Szabolcs: Mennyország és pokol határain; Éghajlat, Bp., 2005 (Manréza-füzetek)
- Névjegy. Válogatás Kondor Katalin műsorából; MR–Masszi–Püski, Bp., 2006 ISBN 9639454737
- Dr. Perner Ferenc. Szerkesztett, rövidített élőbeszéd; szerk.-riporter Kondor Katalin; Semmelweis, Bp., 2007 (Titoknyitogató)
- Dr. Réthelyi Miklós. Szerkesztett, rövidített élőbeszéd; szerk.-riporter Kondor Katalin; Semmelweis, Bp., 2007 (Titoknyitogató)
- Dr. Romics László. Szerkesztett, rövidített élőbeszéd; szerk.-riporter Kondor Katalin; Semmelweis, Bp., 2007 (Titoknyitogató)
- Dr. Sótonyi Péter. Szerkesztett, rövidített élőbeszéd; szerk.-riporter Kondor Katalin; Semmelweis, Bp., 2007 (Titoknyitogató)
- Egy különös sors. Pap László pomázi lelkipásztorral beszélget Kondor Katalin; 2. jav. kiad.; Ébredés Alapítvány, Pécel, 2008
- Gondos gazdaként alázattal szolgálni. Bethlen Farkas Verőce polgármesterével Kondor Katalin beszélget; Kairosz, Bp., 2009 (Magyarnak lenni)
- Névjegy – másképp. Válogatás Kondor Katalin műsorából; Kairosz, Bp., 2010
- Tükörcserepek. Közéleti írások; Kairosz, Bp., 2013, 265. o. ISBN 9789636626341
- Hej, Debrecen... Szülőhazám, Vargakert; Kairosz, Bp., 2018 (Féltett kishazák)

## Írások
- Elmúltak a kezdőévek. Rádió és Televízió Szemle, 1977-09-15. sz.[7]
- Emlékünnep reggelén. Toll és Igazság. Történelem. 2023.06.05.[8]

- Minek nekünk család? Toll és Igazság. Vélemény. 2024.02.17.[9]

- Victoria, a csalódott. Toll és Igazság. Külpolitika.2024.03.09.[10]

## Videófelvételek
- Cs. Szabó Béla. Beszélgetés Kondor Katalinnal a rendszerváltásról. Kristály Média – Youtube.com, Közzététel 2003. szeptember 20.

- Lillás Reggeli vendég: Kondor Katalin – Youtube.com, Közzététel 2015. február 7.

- Magyarok: Kondor Katalin 1. rész - Echo Tv – Youtube.com, Közzététel 2017. január 18.

- Magyarok: Kondor Katalin 2. rész - Echo Tv – Youtube.com, Közzététel 2017. január 18.

## Díjak, elismerések
- Európa-érem (2003)
- A Magyar Érdemrend középkeresztje (2012)
- Mikszáth Kálmán-díj (2023)[11]